# Desmoclystia fulvistriga
Desmoclystia fulvistriga là một loài bướm đêm trong họ Geometridae.